# Kathedraal van Bogota

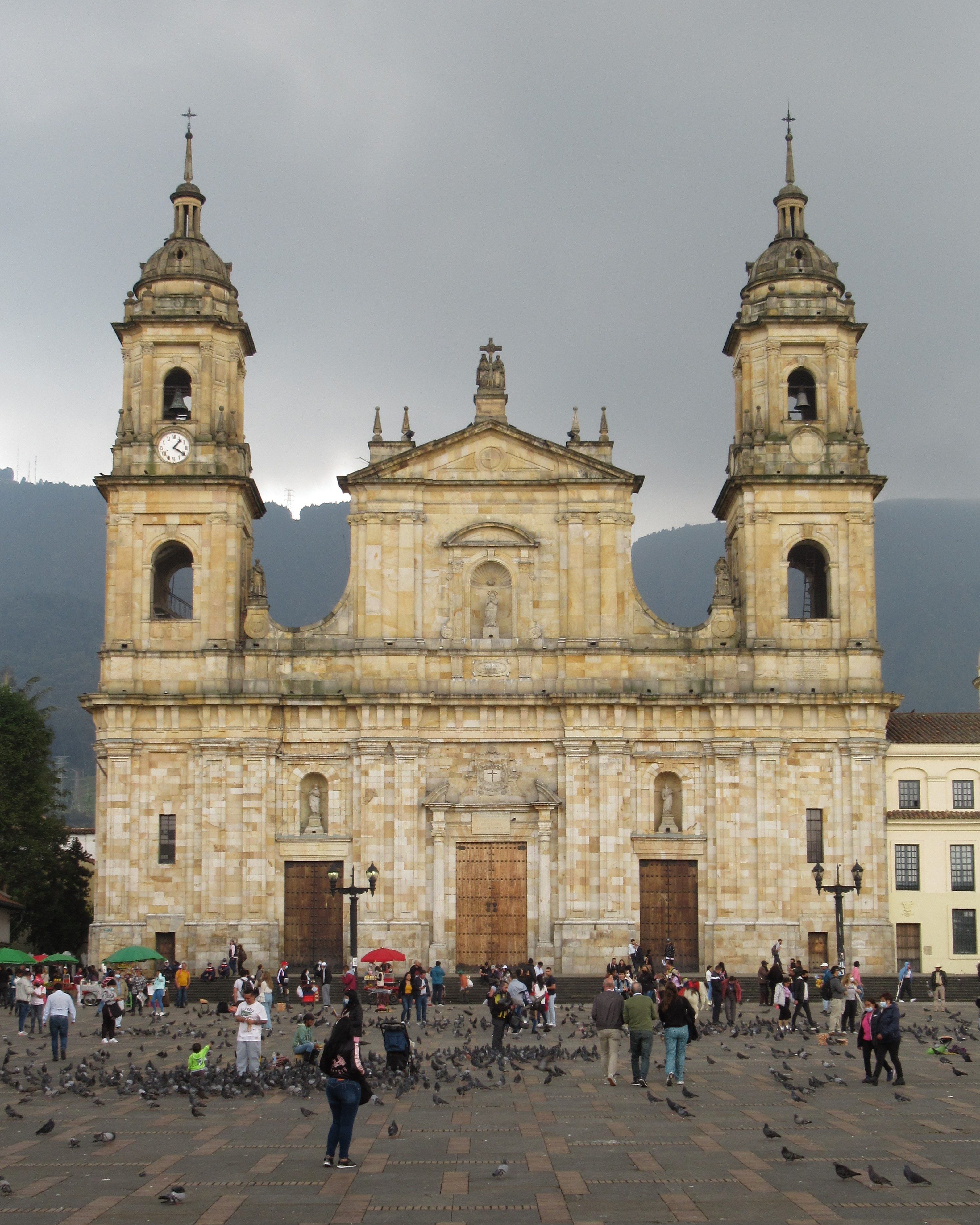
Voorgevel van de kathedraal van Bogota

De kathedraal van Bogota (kathedraal van de onbevlekte ontvangenis) werd gebouwd van 1807 tot 1823. Het is de vierde kathedraal die op deze plek werd gebouwd en is een voorbeeld van koloniale neoclassicistische en barokarchitectuur. Het gebouw staat in de wijk La Candelaria aan de plaza de Simón Bolívar waar ook het parlementsgebouw, het paleis van justitie en het Palacio Liévano (het stadhuis) staan. De kathedraal beslaat een oppervlak van 5.300 m2. Binnen ligt Gonzalo Jiménez de Quesada, de stichter van de stad, begraven.
De kathedraal is de zetel van het Aartsbisdom Bogotá en de primaat van Colombië.